# Omari Tetradze
Omari Mikhaylovich Tetradze ou simplesmente Omar Tetradze - respectivamente, em russo, Омари Михайлович Тетрадзе e, em georgiano, ომარ თეთრაძე (Velospiri, 13 de outubro de 1969) - é um ex-futebolista e treinador de futebol. Embora nascido na atual Geórgia, veio a defender a Seleção Russa de Futebol, definindo-se etnicamente como um russo de origem grega.

## Carreira

### Inicio
O lateral-direito iniciou a carreira em 1987, no Dínamo Tbilisi, principal clube da então RSS da Geórgia. Após passar o ano de 1990 no obscuro Mertskhali Ozurgeti, trocou de Dínamo, desta vez para o de Moscou, ficando no clube até 1994, ano em que disputou a Copa do Mundo pela Rússia (sendo um dos vários não-russos do elenco).
Jogara também pela seleção da CEI, mas não foi chamado para a Eurocopa de 1992, o único torneio disputado por esta; e pelo time olímpico da Seleção Soviética que não obteve a classificação para os Jogos de Barcelona, também realizados em 1992.

### Alania e futebol italiano
Em 1995 foi para o Spartak-Alania Vladikavkaz, onde seria campeão russo, quebrando a série de títulos do Spartak Moscou no campeonato; o clube osseta, inclusive, seria até 2002 o único clube não-moscovita a ganhar o título, e, até 2007 (quando o Zenit São Petersburgo foi campeão) o único fora da capital a ganhar. Ficaria no Alania até o ano seguinte, para depois transferir-se para a Roma, atraída pela sua boa performance na Eurocopa 1996, em contraste com a péssima campanha russa no torneio.

### Ida ao PAOK, volta à Rússia e aposentadoria
Em 1999, Tetradze foi para o PAOK da Grécia, onde levantaria uma Copa daquele país em 2001. Voltou à Rússia em 2002, em nova passagem no Alania, com o objetivo de conquistar lugar no selecionado nacional a ser convocado para a Copa do Mundo da Coreia do Sul e do Japão, mas acabou não incluído entre os 23 escolhidos. Encerrou a carreira em 2005, no Krylya Sovetov, passando a integrar a comissão técnica do clube a partir da temporada seguinte.

## Treinador
Antes de se aposentar, Tetradze tinha sido jogador e auxiliar técnico do Anzhi Makhachkala, em 2003. Em 2007, ele passou a ser o treinador da equipe do Daguestão, sendo um dos responsáveis a levar o Anzhi à Primeira Divisão. Porém, após um início fraco, Tetradze acabou demitido. Após passar pelo Volga Nizhny Novgorod, treinou ainda o Khimki, clube da região metropolitana de Moscou e o Zhetysu do Cazaquistão.
Em 2015, assumiu o comando técnico do Yenisey Krasnoyarsk, da Primeira Divisão Russa (que, apesar do nome, é a segunda divisão nacional). Seu último clube foi o Tobol Kostanay.

## Vida pessoal
Seu nome verdadeiro era Omari Osipov, até os 18 anos. Passou a adotar o sobrenome Tetradze, que pertencia à sua avó materna, quando tornou-se um atleta profissional. A mudança foi uma sugestão do pai para que Tetradze fosse melhor aceito no Dínamo Tbilisi, em tempo de nacionalismo georgiano inflamado em meio ao processo de dissolução da União Soviética (a independência georgiana fora proclamada ainda antes da Copa do Mundo FIFA de 1990, inclusive inviablizando a convocação de quem atuasse em clubes locais, prontamente excluídos do campeonato soviético), mas o próprio Tetradze sempre se definiu como um russo de origem grega, chegando a afirmar que readotaria o sobrenome original Osipov se não fossem entraves burocráticos necessários a uma nova troca de registro civil.